# Nicolas Cantu
Nicolas Cantu est un acteur né le 8 septembre 2003 à Mexico, Mexique.

## Carrière
Le 21 novembre 2023, les studios d'Amazon a commandé la sérié Imbattables (Motorheads) du scénariste et showrunner John A. Norris, produite par Jax Media (en) et Amazon MGM Studios. Il joue aux cotés de Ryan Phillippe, Nathalie Kelley, Michael Cimino, Melissa Collazo (en) et Uriah Shelton. La série est sortie le 20 mai 2025 sur Prime Video.

## Filmographie

### Cinéma
- 2017 : Vikes : Joey
- 2017 : The Impossible Joy : Tomas
- 2022 : The Fabelmans de Steven Spielberg : Hark
- 2023 : Ninja Turtles: Teenage Years (Teenage Mutant Ninja Turtles: Mutant Mayhem) de Jeff Rowe et Kyler Spears : Leonardo (voix)

### Télévision
- 2016-2017 : Lego Star Wars : Les Aventures des Freemaker : Rowan Freemaker (31 épisodes)
- 2016-2018 : Future-Worm! : Paco (6 épisodes)
- 2016-2018 : Princesse Sofia : Prince James (14 épisodes)
- 2017 : Teachers : Quinn (1 épisode)
- 2017 : Walk the Prank : un enfant (2 épisodes)
- 2017 : Raven : Travis (1 épisode)
- 2017 : Hé Arnold ! : Mission Jungle : Curly
- 2017-2019 : Le Monde incroyable de Gumball : Gumball Watterson et autres personnages (71 épisodes)
- 2018 : Lego Star Wars: All-Stars : Rowan (1 épisode)
- 2018 : The Good Place : Raymond (1 épisode)
- 2019 : Frankie et Paige : Jackson (1 épisode)
- 2019 : Sidney au max : Dominic (1 épisode)
- 2019 : La Bande à Picsou : B.O.Y.D. (1 épisode)
- 2019 : Middle School Moguls : Winston (4 épisodes)
- 2019-2020 : Dragons : Les Gardiens du ciel : Dak (26 épisodes)
- 2019-2020 : The Unicorn : Andrew (2 épisodes)
- 2020 : Où est Charlie ? : Rhys (1 épisode)
- 2020-2021 : The Walking Dead: World Beyond : Elton Ortiz (20 épisodes)
- 2021 : The Rookie : Le Flic de Los Angeles : Dennis Kern (1 épisode)
- 2021 : 9-1-1: Lone Star : JJ (2 épisodes)
- 2021-2022 : Kid Cosmic : Ensign Mainstay (2 épisodes)
- 2021-2022 : Dragons Rescue Riders: Héros du ciel : Dak (24 épisodes)
- 2022 : Les Griffin : l'enfant espagnol (1 épisode)
- 2022 : Raa Raa the Noisy Lion : Rumbly l'hippopotame (5 épisodes)
- 2022 : James chez les bizarroïdes : Smooth Jason et Wrinkly (2 épisodes)
- 2024 : Tales of the Teenage Mutant Ninja Turtles : Légendes des Tortues Ninja : Leonardo (voix)
- depuis 2025 : Imbattables (Motorheads) : Marcel Crawford (10 épisodes)

### Jeu vidéo
- 2021 : NEO: The World Ends With You : Hazuki Mikagi